# Robert Bruce (seigneur de Liddesdale)
Pour les autres membres de la famille, voir Famille Bruce.
Pour les articles homonymes, voir Robert Bruce et Bruce.
Robert Bruce, seigneur de Liddesdale, (mort le 11 août 1332) est un fils illégitime du roi d'Écosse Robert Bruce.

## Biographie
Le futur seigneur de Liddesdale est né aux alentours de 1300. Il est le fils de Robert Bruce, qui s'empare de la couronne écossaise en 1306, et d'une mère inconnue. Le fils illégitime du nouveau roi d'Écosse combat aux côtés de son père au cours de la guerre avec l'Angleterre et est adoubé à la suite de la bataille de Bannockburn en 1314, au cours de laquelle il a été autorisé à porter les armoiries royales de son père. Lorsque le chevalier William II de Soules est convaincu de haute trahison en 1320 pour avoir cherché à renverser le roi, ce dernier accorde à son fils illégitime les terres et les titres du traître, dont le plus prestigieux est celui de seigneur de Liddesdale.
À la mort du roi Robert Bruce en 1329, le royaume d'Écosse est affaibli, d'autant que le roi d'Angleterre Édouard III cherche à déstabiliser le nouveau roi David II, qui n'est alors qu'un jeune enfant, en soutenant les prétentions au trône d'Édouard Balliol. Ce dernier rassemble ses partisans réfugiés en Angleterre, surnommés les « déshérités », et entame une invasion de l'Écosse à l'été 1332. Apprenant le débarquement des déshérités, Liddesdale et Duncan IV de Fife lèvent immédiatement une armée pour les rejeter à la mer mais sont battus le 6 août au cours de la bataille de Wester Kinghorn. Liddesdale critique ensuite le gardien du royaume Donald II de Mar pour ne pas être venu à leur aide.
Le 11 août 1332, la bataille de Dupplin Moor oppose les partisans de Balliol à ceux de David II. Liddesdale renouvelle une nouvelle fois son mécontentement à l'encontre du comte de Mar, qu'il accuse de lâcheté. Piqué au vif, le régent ordonne à sa cavalerie de charger immédiatement l'armée de Balliol. Au cours des combats, l'armée de David II est écrasée par celle de Balliol et les principaux commandants du roi sont tués, dont le régent Mar et le seigneur de Liddesdale. Robert Bruce de Liddesdale n'a jamais contracté d'union et ne laisse aucun enfant connu. Il a été suggéré que Thomas Bruce était son fils, mais aucune preuve n'a jamais pu étayer cette hypothèse.